# Mladen Petrić
Mladen Petrić (Brčko, Bosnië-Herzegovina, 1 januari 1981) is een Bosnisch-Kroatisch voormalig betaald voetballer die bij voorkeur als centrumspits speelde. In november 2001 debuteerde hij in het Kroatisch voetbalelftal, waarvoor hij vijfenveertig interlands speelde. Petrić kon ook uitkomen voor het voetbalelftal van Bosnië en Herzegovina, vanwege zijn Bosnische wortels.

## Carrière

### FC Baden, Grashoppers en FC Basel
Na zijn geboorte verhuisde de familie Petrić naar Vinkovci en later naar Neuenhof. Daar begon hij met voetballen het lokale FC Neuenhof. In 1996 werd hij opgenomen in de jeugdopleiding van FC Baden, waarvoor hij twee jaar later in het betaald voetbal debuteerde. Petrić verkaste in 1999 vervolgens naar Grasshoppers, waarmee hij in de seizoenen 2000/01 en 2002/03 Zwitsers landskampioen werd. Na zijn overstapte naar FC Basel in de zomer van 2004 werd hij daarmee dat jaar opnieuw kampioen van Zwitserland. Tijdens het vieren van het Zwitserse kampioenschap bij Grasshopper, stak Petrić nog een sjaal van FC Basel in brand. Dit was één jaar voor zijn overgang naar diezelfde club.
Petrić was in het seizoen 2005/06 met vijftien goals goed voor de vierde plek in de topscorerslijst. In dat seizoen speelde hij voor Basel alle twaalf UEFA Cup-wedstrijden en scoorde daarin drie keer. In de kwartfinale werd hij met Basel uitgeschakeld door Middlesbrough FC.

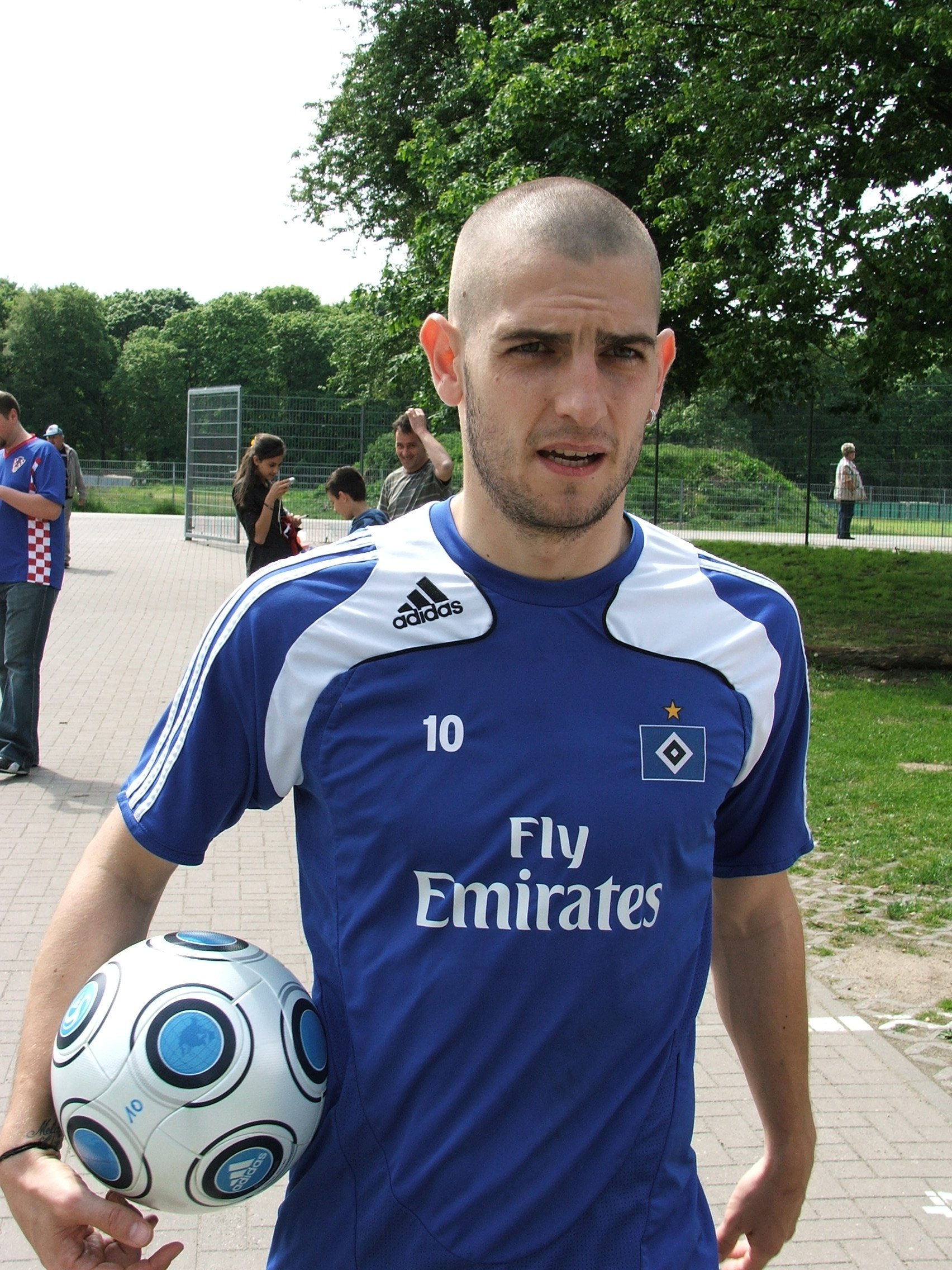
Petrić bij Hamburger SV.

### Borussia Dortmund
Petrić tekende op 11 juni 2007 bij Borussia Dortmund om daarmee in de Bundesliga te gaan spelen. Gekocht als spelverdeler in een '4-4-2 met ruit'-systeem, merkte Dortmund erachter dat hij beter rendeerde als spits.In zijn eerste seizoen in de Bundesliga kwam hij in de top 3 van de topscorers-lijst.

### Hamburger SV
Petrić tekende op 17 augustus 2008 een vierjarig contract bij Hamburger SV, dat hem met Borussia Dortmund ruilde voor Mohamed Zidan. Beide spelers tekende een vierjarig contract bij hun nieuwe clubs. Petrić debuteerde voor Hamburger SV op 23 augustus 2008 in een 2-1 thuisoverwinning op Karlsruher SC, als invaller voor Jonathan Pitroipa in de 73ste minuut. Hij scoorde zijn eerste doelpunt voor HSV op 13 september 2008. Dat doelpunt was direct het winnende in een 3-2-overwinning op Bayer 04 Leverkusen.

### Fulham FC

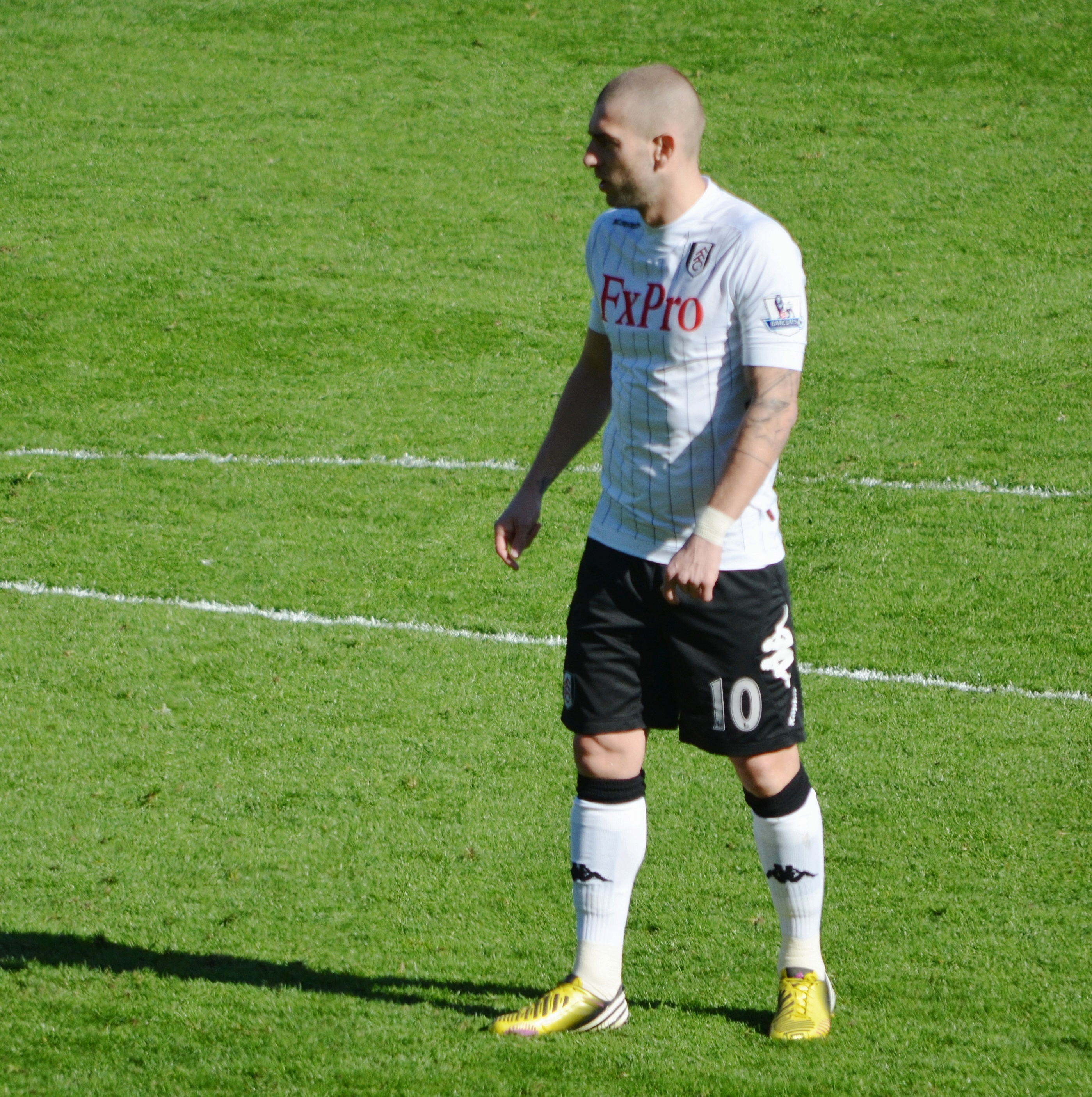
Petrić in het tenue van Fulham FC tegen Arsenal FC in april 2013.

Na vijf jaar in Duitsland te hebben gespeeld zette Petrić zijn carrière voort in Engeland. Fulham FC meldde op de officiële website van de club op 28 juni 2012 dat de Kroatische aanvaller zijn handtekening heeft gezet onder een eenjarig contract op Craven Cottage. Petrić komt transfervrij over van Hamburger SV, waar hij een aflopende verbintenis had. Ik ben een groot fan van de Premier League en het was altijd al een van mijn wensen om ooit in deze competitie te spelen. Fulham is een mooie club. Ik ken de manager en ik weet dat hij altijd streeft naar meer, dus ik hoop dat we volgend seizoen nog beter zullen presteren dan in het vorige, vertelde Petrić aan de officiële website van Fulham FC. Petrić hoopte een contract van meer seizoenen bij HSV te kunnen tekenen, maar door verjonging van het elftal en door de verlaging van het salarishuis zag technisch directeur Frank Arnesen toch af voor een langere samenwerking met de Kroaat. Tegen Norwich City debuteerde Petrić samen met twee goals en één assist op 18 augustus, wat resulteerde in een 5-0 winst voor Fulham FC. Na één jaar te hebben gespeeld bij de Cottagers, vertrok Petrić bij Fulham FC.

### West Ham United FC
Na Fulham FC zette Petrić zijn loopbaan voort bij West Ham United FC. De Kroaat tekende voor één jaar bij The Hammers. Petrić debuteerde voor West Ham United FC op 21 september 2013 tegen Everton FC, waar de ploeg van Petrić verloor met 2-3. Petrić speelde in totaal drie competitiewedstrijden voor West Ham United en één wedstrijd in het Engelse voetbalbekertoernooi, de League Cup, vanwege blessureproblemen. In elke wedstrijd kwam Petrić als wissel in het veld. Eind december 2013 verbrak West Ham United het contract van Petrić, dat doorliep tot en met 30 juni 2014. De club en ik hadden het recht om het contract in de laatste dagen van het jaar te verbreken. Als West Ham dat niet had gedaan, dan zou ik het gedaan hebben. Toen ik hier kwam, zeiden ze dat we met twee aanvallers zouden spelen, maar dat is nooit gebeurd. Ik kon zo niet meer verder, zei de Bosnische Kroaat enkele dagen later. Ik moet een ploeg vinden waar ik zal spelen, want dat is de enige manier om een kandidaat te worden voor het wereldkampioenschap in Brazilië.

### Panathinaikos FC
Petrić vond een nieuwe club in het land van zijn vrouw Despina, Griekenland. Na Danijel Pranjić en Gordon Schildenfeld was hij de derde Kroaat bij de Grieken dat seizoen. Petrić ondertekende een contract voor anderhalf jaar bij de club uit Athene. Dit maakte de Griekse club op haar officiële website bekend. De Zweed Marcus Berg, ex-teamgenoot van Petrić bij Hamburger SV, zei: Petrić is een topaanvaller en zal ons erg helpen. Petrić scoorde begin mei 2014 in een gelijkspel tegen Panionios FC na twintig minuten. Tien minuten na rust werd de doelpuntenmaker gewisseld. In de Europa League maakte Petrić de 2-1 in Athene tegen PSV. Toch kon het doelpunt van de Kroaat op 6 november 2014 niet voorkomen dat Panathinaikos verloor met 3-2. In de elfde speelronde van de Super League Griekenland scoorde Petrić tien minuten voor het eindsignaal tegen de thuisploeg Panetolikos. Petrić speelde de volle negentig minuten, net als landgenoot Gordon Schildenfeld, in de 1-0 winst tegen Panetolikos. In de 21e speelronde van de Griekse competitie scoorde Petrić vroeg in de wedstrijd de 1-0 voor de Atheners. Uiteindelijk ging Platanias FC met 3-0 onderuit tegen de Trifilara begin 2015. Medio 2016 beëindigde hij zijn loopbaan.

## Cluboverzicht
| Seizoen                           | Club              | Competitie       | Wedstrijden | Doelpunten |
| --------------------------------- | ----------------- | ---------------- | ----------- | ---------- |
| 1998/99                           | FC Baden          | Challenge League | 22          | 4          |
| 1999/00                           | Grasshoppers      | Super League     | 2           | 0          |
| 2000/01                           | Grasshoppers      | Super League     | 27          | 5          |
| 2001/02                           | Grasshoppers      | Super League     | 27          | 6          |
| 2002/03                           | Grasshoppers      | Super League     | 30          | 13         |
| 2003/04                           | Grasshoppers      | Super League     | 28          | 6          |
| 2004/05                           | FC Basel          | Super League     | 16          | 5          |
| 2005/06                           | FC Basel          | Super League     | 31          | 14         |
| 2006/07                           | FC Basel          | Super League     | 25          | 19         |
| 2007/08                           | Borussia Dortmund | Bundesliga       | 29          | 13         |
| 2008/09                           | Hamburger SV      | Bundesliga       | 25          | 12         |
| 2009/10                           | Hamburger SV      | Bundesliga       | 26          | 8          |
| 2010/11                           | Hamburger SV      | Bundesliga       | 22          | 11         |
| 2011/12                           | Hamburger SV      | Bundesliga       | 26          | 7          |
| 2012/13                           | Fulham            | Premier League   | 23          | 5          |
| 2013/14                           | West Ham United   | Premier League   | 3           | 0          |
| 2013/14                           | Panathinaikos     | Super League     | 9           | 1          |
| 2014/15                           | Panathinaikos     | Super League     | 29          | 7          |
| 2015/16                           | Panathinaikos     | Super League     | 19          | 3          |
| Totaal                            | Totaal            | Totaal           | 417         | 139        |
| Laatst bijgewerkt op 31 mei 2016. |                   |                  |             |            |

## Erelijst
FC Basel
- Super League

2005
- Topscorer Super League

2007 (19 goals)
- Zwitsers voetballer van het jaar

2007